# Калгари Флеймс
„Калгари Флеймс“ е клуб от НХЛ в гр. Калгари, провинция Алберта, Канада.
Състезава се в западната конференция, северозападна дивизия.